# Лаура Мертенс
Лаура Мертенс (нім. Laura Mertens; нар. 25 травня 1993, Аахен, Німеччина) — німецька борчиня вільного стилю, бронзова призерка чемпіонату Європи.

## Життєпис
Боротьбою почала займатися з 2001 року. У 2008 році стала бронзовою призеркою чемпіонату Європи серед кадетів.
Виступає за борцівський клуб AC Ueckerath. Тренери — Гайнц Шміц, Патрік Лес.

## Спортивні результати на міжнародних змаганнях

### Виступи на Чемпіонатах світу
| Змагання                        | Збірна    | Вагова категорія          | Місце |
| ------------------------------- | --------- | ------------------------- | ----- |
| Чемпіонат світу з боротьби 2014 | Німеччина | жіноча боротьба, до 53 кг | 13    |
| Чемпіонат світу з боротьби 2016 | Німеччина | жіноча боротьба, до 60 кг | 7     |
| Чемпіонат світу з боротьби 2017 | Німеччина | жіноча боротьба, до 58 кг | 13    |

### Виступи на Чемпіонатах Європи
| Змагання                         | Збірна    | Вагова категорія          | Місце  |
| -------------------------------- | --------- | ------------------------- | ------ |
| Чемпіонат Європи з боротьби 2013 | Німеччина | жіноча боротьба, до 55 кг | 8      |
| Чемпіонат Європи з боротьби 2014 | Німеччина | жіноча боротьба, до 53 кг | 13     |
| Чемпіонат Європи з боротьби 2017 | Німеччина | жіноча боротьба, до 58 кг | Бронза |
| Чемпіонат Європи з боротьби 2018 | Німеччина | жіноча боротьба, до 57 кг | 5      |
| Чемпіонат Європи з боротьби 2020 | Німеччина | жіноча боротьба, до 59 кг | 5      |

### Виступи на Європейських іграх
| Змагання              | Збірна    | Вагова категорія          | Місце |
| --------------------- | --------- | ------------------------- | ----- |
| Європейські ігри 2015 | Німеччина | жіноча боротьба, до 55 кг | 13    |

### Виступи на Кубках світу
| Змагання                    | Збірна    | Вагова категорія          | Місце |
| --------------------------- | --------- | ------------------------- | ----- |
| Кубок світу з боротьби 2020 | Німеччина | жіноча боротьба, до 57 кг | 7     |

### Виступи на інших змаганнях
| Змагання                                                       | Збірна    | Вагова категорія          | Місце  |
| -------------------------------------------------------------- | --------- | ------------------------- | ------ |
| Гран-прі Німеччини з боротьби 2011                             | Німеччина | жіноча боротьба, до 51 кг | 5      |
| Гран-прі Іспанії з боротьби 2011                               | Німеччина | жіноча боротьба, до 51 кг | 8      |
| Гран-прі Німеччини з боротьби 2012                             | Німеччина | жіноча боротьба, до 51 кг | 10     |
| Flatz Open 2013                                                | Німеччина | жіноча боротьба, до 55 кг | Бронза |
| Klippan Lady Open 2013                                         | Німеччина | жіноча боротьба, до 55 кг | 5      |
| Nordhagen Classics 2013                                        | Німеччина | жіноча боротьба, до 55 кг | Бронза |
| Flatz Open 2014                                                | Німеччина | жіноча боротьба, до 53 кг | Золото |
| Турнір Дана Колова — Николи Петрова 2014                       | Німеччина | жіноча боротьба, до 53 кг | 5      |
| Klippan Lady Open 2014                                         | Німеччина | жіноча боротьба, до 53 кг | 13     |
| Гран-прі Німеччини з боротьби 2014                             | Німеччина | жіноча боротьба, до 53 кг | 11     |
| Гран-прі Іспанії з боротьби 2014                               | Німеччина | жіноча боротьба, до 53 кг | 8      |
| Відкритий чемпіонат Польщі з боротьби 2014                     | Німеччина | жіноча боротьба, до 53 кг | 16     |
| Flatz Open 2015                                                | Німеччина | жіноча боротьба, до 55 кг | Срібло |
| Турнір Дана Колова — Николи Петрова 2015                       | Німеччина | жіноча боротьба, до 55 кг | Бронза |
| Гран-прі Німеччини з боротьби 2015                             | Німеччина | жіноча боротьба, до 55 кг | 7      |
| Гран-прі Іспанії з боротьби 2015                               | Німеччина | жіноча боротьба, до 55 кг | 12     |
| Klippan Lady Open 2016                                         | Німеччина | жіноча боротьба, до 58 кг | 7      |
| Гран-прі Німеччини з боротьби 2016                             | Німеччина | жіноча боротьба, до 58 кг | Срібло |
| Київський Міжнародний турнір з боротьби 2017                   | Німеччина | жіноча боротьба, до 58 кг | 5      |
| Турнір Дана Колова — Николи Петрова 2017                       | Німеччина | жіноча боротьба, до 58 кг | 5      |
| Гран-прі Німеччини з боротьби 2017                             | Німеччина | жіноча боротьба, до 58 кг | Срібло |
| Відкритий чемпіонат Польщі з боротьби 2017                     | Німеччина | жіноча боротьба, до 58 кг | 12     |
| Klippan Lady Open 2018                                         | Німеччина | жіноча боротьба, до 57 кг | 5      |
| Турнір Дана Колова — Николи Петрова 2018                       | Німеччина | жіноча боротьба, до 57 кг | 5      |
| Відкритий чемпіонат Польщі з боротьби 2018                     | Німеччина | жіноча боротьба, до 57 кг | 8      |
| Міжнародний меморіал Білла Фаррелла 2019                       | Німеччина | жіноча боротьба, до 57 кг | Бронза |
| Меморіал Маттео Пелліконе 2020                                 | Німеччина | жіноча боротьба, до 57 кг | 9      |
| Гран-прі Франції Анрі Деглана 2021                             | Німеччина | жіноча боротьба, до 57 кг | Срібло |
| Олімпійський кваліфікаційний турнір з боротьби 2020 (Будапешт) | Німеччина | жіноча боротьба, до 57 кг | 7      |
| Олімпійський кваліфікаційний турнір з боротьби 2020 (Софія)    | Німеччина | жіноча боротьба, до 57 кг | 5      |

### Виступи на змаганнях молодших вікових груп
| Змагання                                       | Збірна    | Вагова категорія          | Місце  |
| ---------------------------------------------- | --------- | ------------------------- | ------ |
| Чемпіонат Європи з боротьби серед кадетів 2008 | Німеччина | жіноча боротьба, до 38 кг | Бронза |
| Чемпіонат Європи з боротьби серед кадетів 2010 | Німеччина | жіноча боротьба, до 46 кг | 7      |
| Літні юнацькі Олімпійські ігри 2010            | Німеччина | жіноча боротьба, до 46 кг | 4      |
| Чемпіонат світу з боротьби серед юніорів 2013  | Німеччина | жіноча боротьба, до 55 кг | 16     |
| Чемпіонат Європи з боротьби серед молоді 2015  | Німеччина | жіноча боротьба, до 58 кг | 5      |